# Mirosław Berliński
Mirosław Berliński (ur. 29 kwietnia 1960 w Rybniku) – polski żużlowiec i trener sportu żużlowego.

## Kariera sportowa
Żużlowiec Wybrzeża Gdańsk w latach 1976–1983 oraz 1985–1992 (w 1984 r. nie występował z powodu kontuzji). Najskuteczniejszy zawodnik w historii tego klubu.
Sukcesy drużynowe:
- dwukrotny srebrny medalista Drużynowych Mistrzostw Polski (1978, 1985),
- srebrny medalista Drużynowego Pucharu Polski (1978),
- trzykrotny medalista Młodzieżowych Drużynowych Mistrzostw Polski (złoty – 1983, dwukrotnie srebrny – 1978, 1980)
- trzykrotny medalista Mistrzostw Polski Par Klubowych (złoty – 1985, srebrny – 1986, brązowy – 1987).

Sukcesy indywidualne:
- dwukrotny finalista Indywidualnych Mistrzostw Świata Juniorów (1980 – XV m., 1981 – VIII m.),
- złoty medalista Młodzieżowych Indywidualnych Mistrzostw Polski (1980),
- czterokrotny finalista Indywidualnych Mistrzostw Polski (najlepszy wynik: 1983 – VI m.),
- trzykrotny medalista "Złotego Kasku" (dwukrotnie srebrny – 1983, 1985, brązowy – 1982),
- zdobywca "Srebrnego Kasku" (1981),
- dwukrotny medalista  "Brązowego Kasku" (złoty – 1981, brązowy – 1980),
- dwukrotny finalista Indywidualnego Pucharu Polski (1986, 1987 – w obu przypadkach XII m.),
- zdobywca III m. w Memoriale im. Eugeniusza Nazimka (1985),
- uczestnik półfinału kontynentalnego – eliminacji Indywidualnych Mistrzostw Świata (Slany 1983 – IX m.).

### Inne ważniejsze turnieje
| Osiągnięcia: | Osiągnięcia: | 5. miejsce (1982) | 5. miejsce (1982) | 5. miejsce (1982) | 5. miejsce (1982) |
| Sezon        | Miasto       | Msc               | Pkt               | Biegi             | Kluby             |
| 1981         | Leszno       | 10                | 5                 | (2,1,1,1)         | Gdańsk            |
| 1982         | Leszno       | 5                 | 10                | (2,2,1,2,3)       | Gdańsk            |
| 1983         | Leszno       | 9                 | 6                 | (2,w,2,2)         | Gdańsk            |

## Życie prywatne
Syn Bogdana Berlińskiego.